# Troublemakers
Troublemakers (bra: A Volta de Trinity, ou Os Encrenqueiros) é um filme ítalo-germano-norte-americano de 1994, dos gêneros comédia e faroeste, dirigido e estrelado por Terence Hill.
É o último filme da dupla formada por Hill e Bud Spencer.

## Sinopse
A mãe dos irmãos Travis (pistoleiro) e Moses (caçador de recompensas) decide reuni-los no Natal, apesar de não se suportarem, e Travis é que deve ir atrás de Moses.

## Elenco
- Terence Hill...Travis
- Bud Spencer...Moses
- Boots Southerland...Sam Stone
- Ruth Buzzi...Avó Maw
- Jonathan Tucker...Moses Junior
- Neil Summers...Dodge
- Anne Kasprik...Bridget
- Eva Hassmann...Melie
- Ron Carey...xerife Fox
- Fritz Sperberg...ajudante de xerife Joey
- Radha Delamarter...Janie
- John David Garfield...fotógrafo
- Paul Ukena, Tom Eiden, Bo Greigh, Ottaviano Dell'Acqua...bandidos
- Forrie J. Smith, Steven Gregory Tyler, Massimiliano Ubaldi...cowboys
- Paloma von Broadley...Jessica
- Samantha Waidler...Mary Lou
- Kevin Barker, Brian Barker, Charlie Barker, Pilar O'Connell, Sarah Waidler, Lauren Myers, Natasha Goslow...filhos
- Patrick Myers...Patrick
- Jess Hill...operador do telégrafo
- Geoffrey C. Martin...carrasco
- Lou Baker...padre
- Michael Huddleston...ferreiro
- Adam Taylor...Blackjack
- Sommer Betsworth...menina